# Solberg en Sörviken
Solberg en Sörviken (Zweeds: Solberg och Sörviken) is een småort in de gemeente Östersund in het landschap Jämtland en de provincie Jämtlands län in Zweden. Het småort heeft 119 inwoners (2005) en een oppervlakte van 30 hectare. Eigenlijk bestaat het småort uit twee plaatsen: Solberg en Sörviken. Het småort ligt aan een baai van het meer Storsjön en de stad Östersund ligt op ongeveer tien kilometer van het småort.